# Grand Case
Grand Case is een lieu-dit (dorp) in het Franse gedeelte van het eiland Sint Maarten. De plaats is bekend door enkele van de betere restaurants in het Franse deel van het eiland.
Grand Case ligt aan het Canal d'Anguilla, de zeestraat in de Caraïbische Zee die Anguilla van Sint-Maarten scheidt.
Op het grondgebied van Grand Case ligt de regionale luchthaven L'Espérance. Het merendeel van het luchtverkeer voor het eiland wordt afgehandeld door Princess Juliana International Airport op het Nederlandse deel van het eiland.
Voor de kust van Grand Case ligt de rotspunt Creole Rock. Er bevinden zich veel vissen rond de rotsen en het is populair bij duikers. Het is beschermd gebied en de rotspunt mag niet worden betreden.

## Galerij

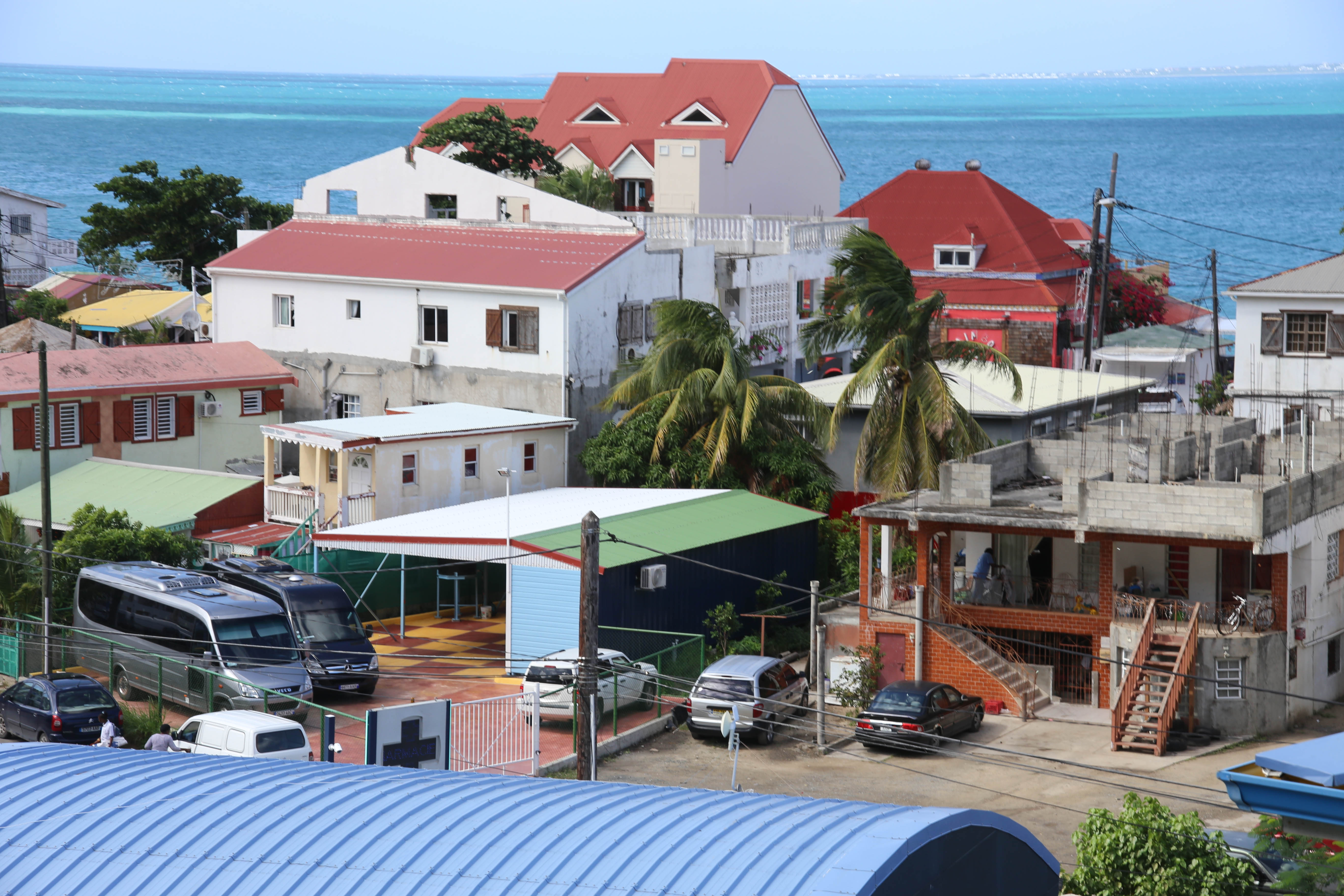
Huizen van Grand Case
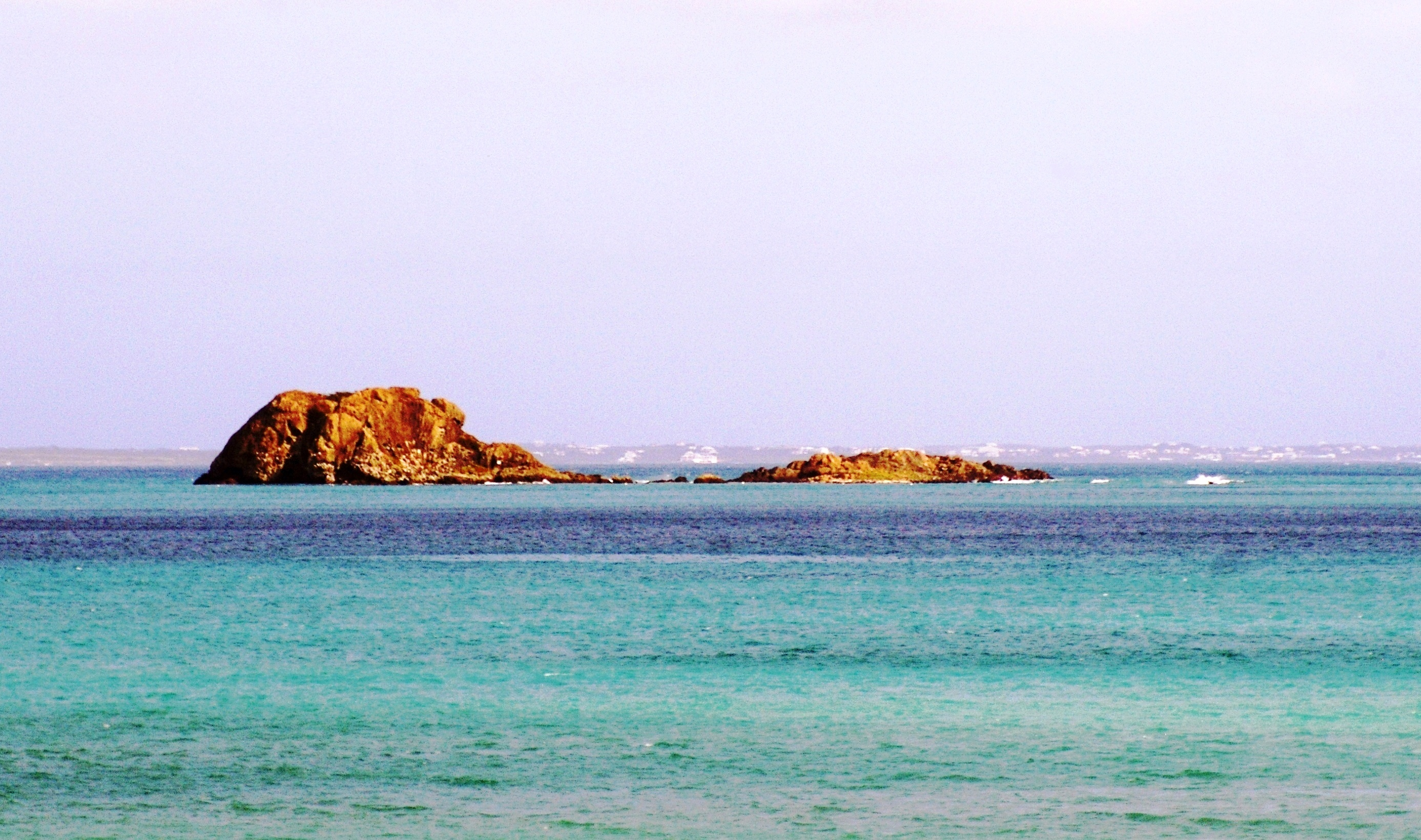
Creole Rock
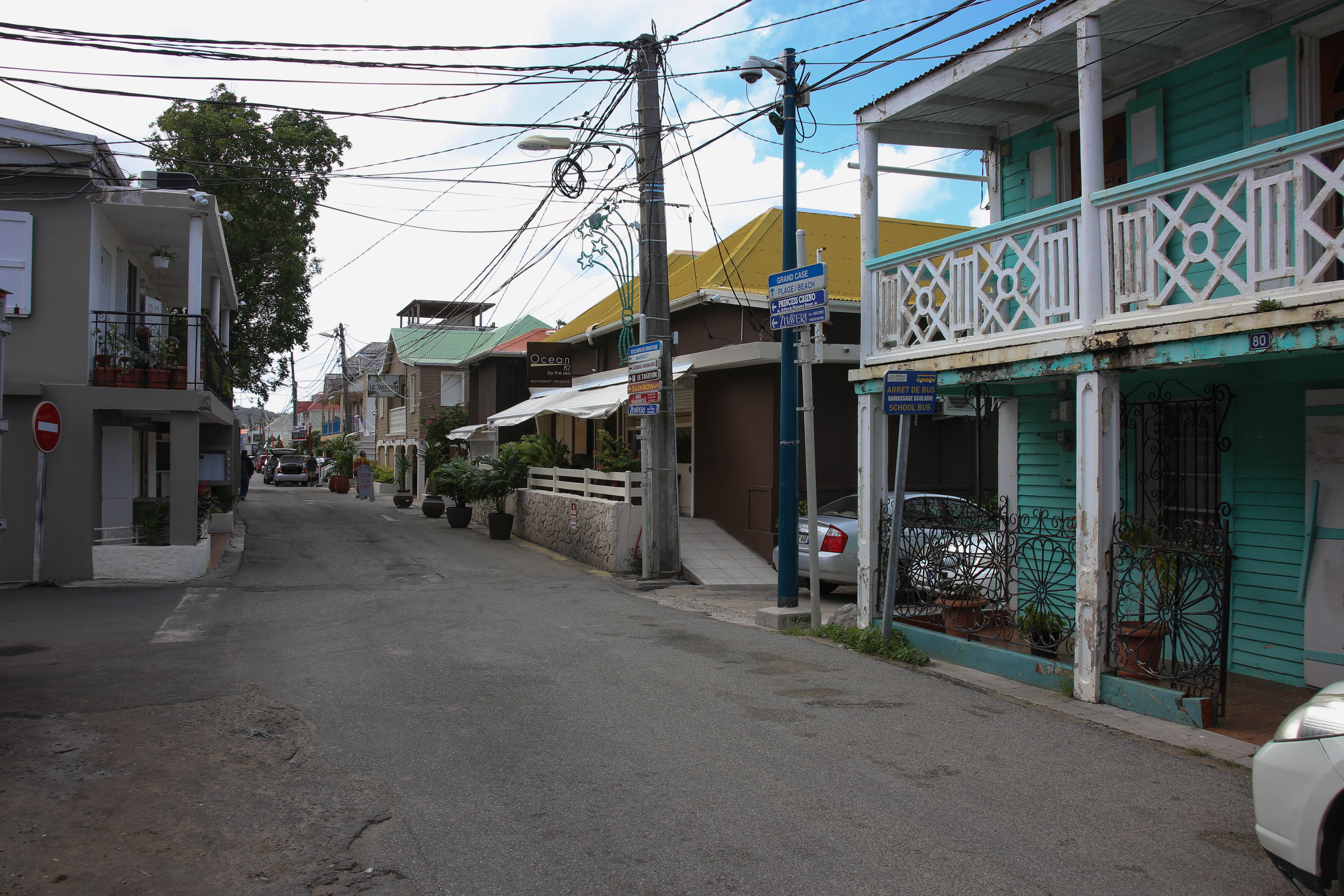
Straat in Grand Case
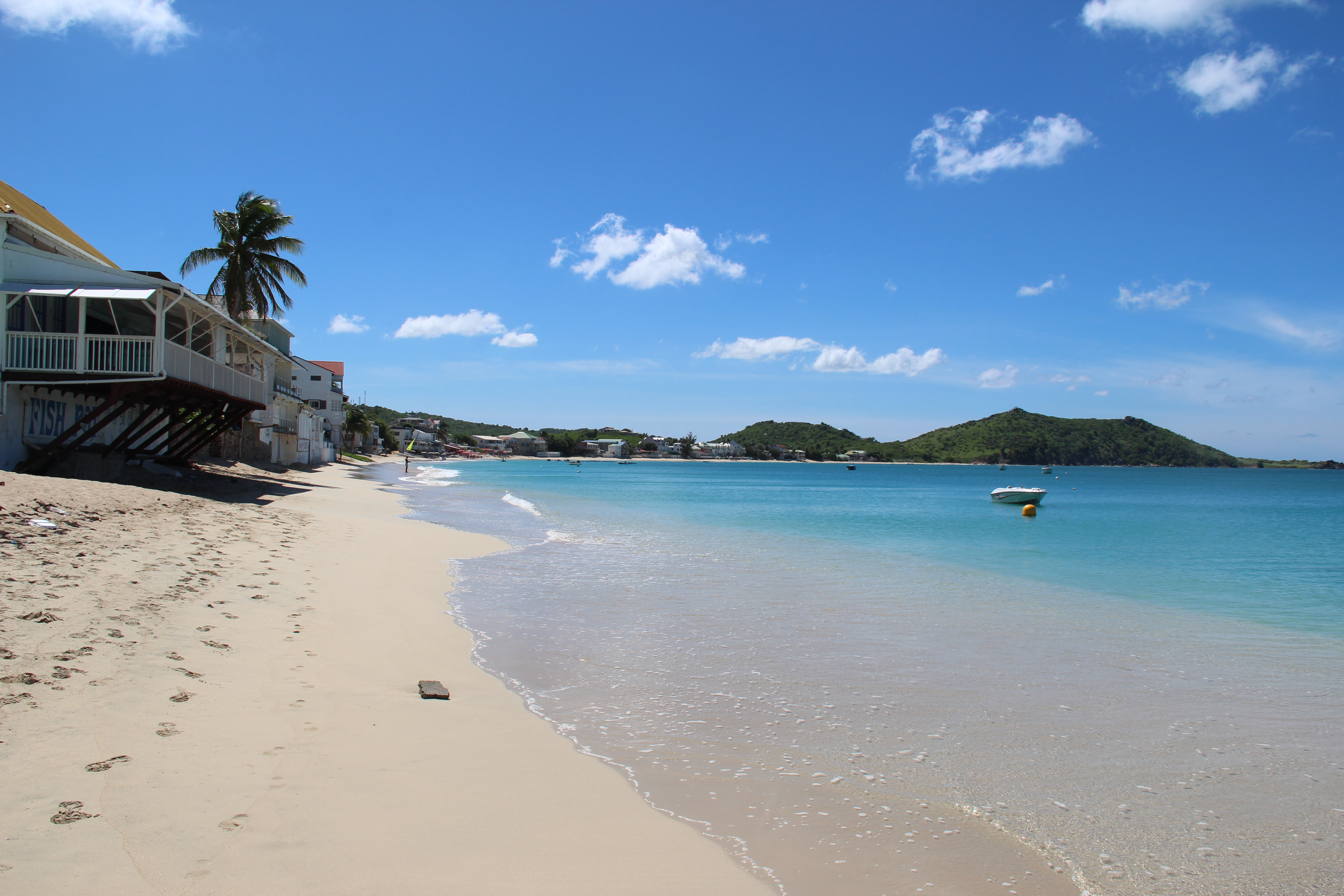
Strand van Grand Case

Anse Marcel · Baie-Orientale · Cul de Sac · Grand Case · Marigot · Oyster Pond · Quartier-d'Orléans · Sandy Ground · Terres-Basses